# Lotta Hitschmanova
Lotta Hitschmanova, ursprünglich Hitschmann, CC (geboren 28. November 1909 in Prag; gestorben 1. August 1990 in Ottawa) war eine tschechoslowakisch-kanadische huminatäre Helferin. 1945 begründete sie das Unitarian Service Committee of Canada.

## Biographie

### Beruflicher Werdegang und Kriegsjahre
Lotte Hitschmann wuchs in einer wohlhabenden jüdischen Familie auf. Ihre Eltern waren Else Theiner (geb. 1887) und Maximilian ("Max") Hitschmann (geb. 1872), ein erfolgreicher Malzproduzent. Sie hatte eine 15 Monate jüngere Schwester namens Lilly. Die Mädchen wurden von einer Gouvernante betreut, und die Familie unternahm zahlreiche Reisen.
1929 immatrikulierte sich Lotte Hitschmann an der Deutschen Universität Prag im Fachbereich Philosophie, verbrachte aber zwei ihrer vier Studienjahre an der Sorbonne in Paris. 1933 promovierte sie an der Deutschen Universität mit einer Dissertation zu André Thérive. Im selben Jahr kehrte sie nach Paris zurück und schrieb sich an der Sorbonne in den Fächern Journalismus und Politikwissenschaft ein, die sie 1935 abschloss. Auch erwarb sie Diplome in fünf Sprachen, in Französisch, Englisch, Deutsch, Spanisch und Tschechisch. Sie wollte zunächst als Journalistin arbeiten und später eine diplomatische Laufbahn einschlagen.
Nach ihrer Rückkehr nach Prag im Jahre 1935 war Hitschmann als freie Journalistin für verschiedene tschechoslowakische, rumänische und jugoslawische Zeitungen tätig, für die sie engagierte Artikel gegen das NS-Regime in Deutschland schrieb. Nach der Besetzung der Tschechoslowakei durch die Deutschen im Jahre 1939 erfuhr sie, dass ihr Name auf einer deutschen Liste unliebsamer Journalisten stünde. Sie floh nach Brüssel, wo sie ihren Nachnamen in „Hitschmanova“ änderte, die tschechische Version ihres deutschen Namens, als persönlicher Protest gegen die Nazi-Besetzung ihrer Heimat. Nach dem Überfall der Deutschen auf Belgien verließ sie die Stadt im Mai 1940 und verbrachte die folgende Zeit als Flüchtling in verschiedenen Ländern.
Ab 1942 arbeitete Lotta Hitschmanova als Übersetzerin und Lehrerin in Marseille für eine tschechische Flüchtlingsorganisation, als sie in einer Warteschlange vor Hunger ohnmächtig wurde. Sie wurde zur Behandlung vor Ort in ein Krankenhaus des Unitarian Service Committee gebracht, das seinen Sitz in Boston hatte. Im selben Jahr erhielt sie auf Antrag der tschechischen Exilregierung ein Visum, mit dem sie nach Kanada einreisen durfte, um dort bis Kriegsende zu bleiben. Von Lissabon aus reiste sie mit der SS Guine, die ursprünglich für den Transport von Bananen gedacht war und nun 500 Flüchtlinge nach Kanada brachte. Die Fahrt dauerte 46 Tage, mit Zwischenstopps in Casablanca, auf Bermuda und in Mexiko. Die Reise war beschwerlich: Ein Passagier starb, ein Baby wurde geboren, Krankheiten brachen aus, und das Schiff geriet in ein Feuergefecht zwischen Deutschen und US-Amerikanern. Trotzdem, so Hitschmanova später, sei abends die Luft „erfüllt von den Liedern vieler Länder“ gewesen.

### Leben in Kanada
Schließlich erreichte Lotta Hitschmanova Montreal, erschöpft und unterernährt, mit 60 Dollar in der Tasche. Sie bewarb sich bei der Royal Canadian Air Force, um als Postzensorin die Briefe deutscher Kriegsgefangener zu lesen; dafür zog sie nach Ottawa. Gleichzeitig begann sie, Hilfsgüter für Frankreich zu organisieren und Geld für tschechoslowakische Hilfsdienste in London zu sammeln. Sie schrieb auch Artikel und präsentierte 15-minütige Beiträge in französischer Sprache über die tschechoslowakische Kultur im Radio.  Ihre Schwester Lilly machte sie in Palästina ausfindig, erst Jahre später erfuhr sie, dass ihre Eltern in Konzentrationslagern ums Leben gekommen waren.
1945 gründete Lotta Hitschmanova das Unitarian Service Committee of Canada (USC Canada, seit 2020 SeedChange), als Hilfsorganisation für kriegsgeschädigte Kinder und europäische Flüchtlinge. Im Januar 1946 begab sie sich auf ihre erste Fundraising-Tour durch Kanada. Sie sprach in Kirchen, Gemeindehäusern, Schulen und Radiosendern, und es kamen 225.000 Dollar an Geld- und Sachspenden zusammen. Ihre Bitte „This is Lotta Hitschmanova. Please give generously to the Unitarian Service Committee, 56 Sparks Street, Ottawa“, mit tschechoslowakischen Akzent gesprochen, war bald landesweit bekannt.
1948 wurden die Verbindungen zur Unitarischen Kirche gelöst, da die Organisation konfessionslos sein sollte. Zu dieser Zeit erfolgte auch eine Trennung der Organisation von der USC Boston, weil die Amerikaner auf einer Oberaufsicht vor Ort bestanden. Hitschmanova war damit nicht einverstanden, da sie der Meinung war, dass jedes Land und jede Gemeinschaft am besten von eigenen Leuten betreut werden sollte.
In den folgenden 35 Jahren setzte Lotta Hitschamonova ihre Arbeit für die USC Canada als deren Exekutive Director fort. So spendeten die Kanadier im Jahre 1974 über 2,2 Millionen Dollar an die Organisation, die auch in anderen Ländern und Kontinenten tätig wurde. In der Folge reiste Hitschmanova in viele Länder, darunter nach Südkorea, Hongkong, Indien, Gaza, Südvietnam, Bangladesch und in afrikanische Regionen. Mitte der 1970er Jahre förderte USC Canada 150 Projekte in 20 Ländern in Europa, Asien und Afrika.
Anfang der 1980er Jahre zeichnete sich ab, dass Lotta Hitschmanova an Alzheimer erkrankt war; sie konnte nicht mehr reisen und keine Vorträge mehr halten. Sie starb im Juli 1990 in Ottawa an Krebs. Sie wurde auf dem Pinecrest Cemetery in Ottawa bestattet.

## Ehrungen
1961 sowie 1962 wurde Lotta Hitschmanova für eine Auszeichnung mit dem Friedensnobelpreis vorgeschlagen. 1980 wurde sie Companion des Order of Canada, 1983 wurde sie mit dem Rotary International Award for World Understanding ausgezeichnet.
2020 befand sich der Name von Hitschmanova auf einer Liste von acht Personen, die zur Auswahl standen, um auf der kanadischen fünf-Dollar-Note abgebildet zu werden und das bisherige Konterfei von Premierminister Wilfrid Laurier zu ersetzen.

## Trivia
Lotta Hitschmanova war eine bekannte Erscheinung in Kanada, leicht zu erkennen an ihren roten Haaren. Sie trug immer einen Militärhut und eine olivgrüne Krankenschwesternuniform der US-amerikanischen Armee, wie von der UN für Auslandseinsätze vorgeschrieben. Durch die Jahre im Krieg geprägt, legte sie eine „legendäre“ Sparsamkeit an den Tag. Privat lebte sie sehr sparsam und bescheiden; so hatte sie Möbel aus Orangenkisten. Für das Büro der USC Canada durfte nur gebrauchte Ausstattung angeschafft werden, und sie kritisierte, wenn bei Empfängen zu viele Kekse serviert wurden. Bis 1958 schloss ihre Organisation aus Spargründen keine Feuer- oder Diebstahlversicherung ab. Als der Vorstand der USC eine Gehaltserhöhung für sie beschloss, lehnte sie diese ab.